# Stactobia delmarei
Stactobia delmarei är en nattsländeart som beskrevs av Nicole Coineau och Jacquemart 1961. Stactobia delmarei ingår i släktet Stactobia och familjen smånattsländor. Inga underarter finns listade i Catalogue of Life.